# The Recruit (serie televisiva)
The Recruit è una serie televisiva statunitense, creata da Alexi Hawley e trasmessa dal 2022 su Netflix.

## Trama
L'avvocato alle prime armi Owen Hendricks, che ha appena iniziato a lavorare per la CIA, vede la sua vita sconvolta quando incontra una risorsa che chiede l'esonero dall'agenzia. Una volta che lei cerca di esporre la sua relazione a lungo termine con la CIA, lui rimane invischiato in una contorta politica internazionale. Mentre Hendricks negozia con la risorsa, si trova in contrasto con individui e gruppi minacciosi, rischiando la vita mentre cerca di adempiere ai suoi doveri.

## Episodi
| Stagione         | Episodi | Prima TV Stati Uniti | Prima TV Italia |
| ---------------- | ------- | -------------------- | --------------- |
| Prima stagione   | 8       | 2022                 | 2022            |
| Seconda stagione | 6       | 2025                 | 2025            |

## Produzione
La serie debutta su Netflix globalmente il 16 dicembre 2022. Nel gennaio 2023 viene rinnovata per una seconda stagione, distribuita il 30 gennaio 2025.
La serie viene cancellata il 5 marzo 2025.